# Катастрофа C-130 в Алжирі
Авіакатастрофа C-130 в Алжирі 11 лютого 2014 року — аварія військово-транспортного літака Lockheed C-130 Hercules в гірському масиві Фертас в провінції Умм Ель-Буажіла за 450 км на південний схід від столиці Алжиру. Літак перевозив алжирських військовослужбовців та їхні родини. В авіакатастрофі загинули 77 осіб, 1 людина вижила. На борту літака знаходилися 74 пасажири і четверо членів екіпажу.
Літак виконував щотижневий рейс з Таманрассет на півдні в місто Константіна на північному сході країни. В 30-кілометровій зоні від Константіна, коли літак знизився на висоту нижче 3000 метрів і почав готуватися до заходу на посадку, за словами свідків аварії, літак зіткнувся з гірською вершиною. За наявними даними, в районі знаходження C-130 були несприятливі метеоумови (штормовий вітер, сніг). 
Наступного після аварії дня за жертвами авіакатастрофи в Алжирі був оголошений триденний загальнонаціональний траур.